# Natasha Bassett
Pour les articles homonymes, voir Bassett.
Natasha Bassett, née le 16 octobre 1992 à Sydney, est une actrice, scénariste et réalisatrice australienne. Elle a joué le rôle de Britney Spears dans le biopic de Lifetime Britney Ever After en 2017. Son court métrage de 2014 intitulé Kite, qu'elle a écrit et réalisé, a été accepté au Festival international du film de Rhode Island. Elle est également apparue dans le rôle de soutien de Gloria DeLamour dans le film Ave, César !.

## Biographie

### Jeunesse
Natasha Bassett est née à Sydney, en Australie. Elle a commencé à jouer au lycée et a déménagé à New York à l'âge de dix-neuf ans pour poursuivre une carrière d'actrice.

### Carrière
Natasha Bassett a passé sa première audition à 14 ans et a décroché le rôle principal dans la production de Roméo et Juliette de l'Australian Theatre for Young People et a étudié à l'Institut national d'art dramatique. Cela a conduit Natasha à se produire sous la direction artistique de Cate Blanchett dans la production scénique de Bookends de la Sydney Theatre Company.[réf. nécessaire]
Natasha a décroché le premier rôle dans le film MTV, Dungoona (2009), et est apparue dans plusieurs séries télévisées australiennes (Rake (2010), Wild Boys (2011), Cops LAC (2010)), tout en suivant des cours. Après avoir terminé ses études secondaires, elle est apparue dans le film de PJ Hogan, Mental (2012), aux côtés de Toni Collette et Liev Schreiber, et s'est rendue à Paris pour jouer le rôle principal dans le long métrage, The Last Goodbye (2013).[réf. nécessaire]
À l'âge de 19 ans, elle obtient une bourse d'écriture de scénario du ArtStart Screenwriters Program, où elle écrit et réalise son court métrage, Kite (2013). Le court métrage acclamé a été présenté au Festival international du film de Rhode Island, au Festival international du film de Balinale et au Festival international du film de Big Bear Lake.
Natasha a déménagé à New York, a étudié à l'Atlantic Acting School et a déménagé à Los Angeles pour la série NBC, Camp (2013). Elle apparaît, aux côtés d'Olivia Cooke et Mary Steenburgen, dans le drame indépendant, Katie Says Goodbye (2016), et en tant que la starlette des années 50, Gloria DeLamour, dans Ave, César ! (2016) de Joel et Ethan Coen, avec George Clooney, Scarlett Johansson et Channing Tatum.

### Vie privée
Elle est la compagne d'Elon Musk dès fin 2021, à la suite de la première rupture de l'entrepreneur d'avec la musicienne Grimes. Ils se séparent en juillet 2022 car Elon Musk a une liaison et des jumeaux avec la cadre de Neuralink Shivon Alice Zilis.

## Filmographie

### Cinéma
- 2009 : Dungoona
- 2012 : Mental
- 2013 : The Last Goodbye
- 2016 : Ave, César !
- 2022 : Elvis de Baz Luhrmann : Dixie Locke

### Télévision
- 2010 : Rake
- 2010 : Cops LAC
- 2011 : Wild Boys
- 2013 : Camp
- 2016 : Katie Says Goodbye
- 2017 : Britney Ever After, téléfilm de Leslie Libman

### Court-métrage
- 2013 : Kite